# لوغان كامبل (لاعب دوري الرغبي)
لوغان كامبل (بالإنجليزية: Logan Campbell)‏ هو لاعب دوري الرغبي نيوزيلندي، ولد في 23 مايو 1971.